# Monadenia circumcarinata
Monadenia circumcarinata är en snäckart som först beskrevs av Robert Edwards Carter Stearns 1879.  Monadenia circumcarinata ingår i släktet Monadenia och familjen busksnäckor. IUCN kategoriserar arten globalt som sårbar. Inga underarter finns listade i Catalogue of Life.